# Sameakki Mean Chey
Sameakki Mean Chey es uno de los ocho distritos que forman la provincia camboyana de Kompung Chinang, con una población estimada en marzo de 2008 de 65 754 habitantes. Está dividido en las siguientes  comunas (khum), que se muestran asimismo con población estimada de 2008:
- Chhean Laeung 4,312
- Khnar Chhmar 6,022
- Krang Lvea 8,646
- Peam 7,905
- Sedthei 6,751
- Svay 10,546
- Svay Chuk 7,971
- Tbaeng Khpos 8,245
- Thlok Vien 5,356[1]